# FK Krylia Sovetov Moscou
Ne pas confondre avec l'équipe de hockey sur glace du même nom, ou l'autre équipe de football du Krylia Sovetov Samara.
Maillots
Le Futbolny klub Krylia Sovetov Moscou (en russe : Футбольный клуб Крылья Советов Москва), plus couramment abrégé en Krylia Sovetov Moscou, est un club russe de football fondé en 1934 et basé à Moscou, la capitale du pays.
Aujourd'hui un club amateur, il a notamment participé à la première division soviétique au cours des années 1940.

## Histoire
Fondé en 1934 par les dirigeants de l'industrie aéronautique soviétique, le club intègre au printemps 1936 la première saison de la quatrième division soviétique, dont il termine deuxième derrière le KTZ Kharkov. Il ne prend cependant pas au championnat d'automne.
Il réintègre le quatrième échelon dès 1937, terminant cette fois troisième derrière le Traktor Stalingrad et le DKA Smolensk. La réorganisation des championnats soviétiques en une division unique pour la saison 1938 lui permet dans la foulée de découvrir la première division, où il se classe vingt-cinquième et avant-dernier et est relégué en fin d'année.
Malgré sa performance décevante, le club rebondit rapidement au deuxième échelon et remporte la compétition à la fin de la saison 1939 pour retrouver l'élite. Il se classe par la suite neuvième en 1940. Dans le cadre de l'exercice 1941, le Krylia Sovetov est dissous en compagnie d'autres clubs moscovites pour former les deux équipes du Profsoïouzy. La saison est cependant interrompue par le déclenchement de la Seconde Guerre mondiale en juin 1941 et n'arrive jamais à son terme, tandis que les compétitions soviétiques sont interrompues jusqu'en 1944.
Lors la reprise de la coupe d'Union soviétique en 1944, le Krylia Sovetov fait partie des 24 équipes participants et atteint les quarts de finale, où il est finalement éliminé par le Torpedo Moscou. Il retrouve par la suite sa place dans la première division soviétique où il évolue pendant quatre saisons de 1945 à 1948, réalisant son meilleur classement en 1946 en terminant septième. Il atteint la même année un nouveau quart de finale en coupe, étant cette fois vaincu par le Dynamo Kiev. Ces années voient notamment les passages d'Agustín Gómez Pagóla, Aleksandr Sevidov, Nikita Simonian ou encore Vladimir Yegorov (un des fondateurs de l'équipe de hockey sur glace en 1947) au sein de l'équipe.
Tout au long de la période d'après-guerre, le club se retrouve en concurrence directe avec le Krylia Sovetov Kouïbychev, lui aussi appartenant à l'industrie aéronautique et évoluant en première division à partir de 1946. En raison des coûts liés à la participation des deux équipes au championnat, les dirigeants décident de n'en garder qu'une seule et de désigner celle-ci par le biais d'une double confrontation à la fin de l'année 1948. Alors que le premier match à Moscou s'achève sur un résultat nul, c'est finalement le club de Kouïbychev qui finit par l'emporter lors du match retour sur le score de 1-0, ce dernier étant ainsi maintenu tandis l'équipe moscovite met un terme à ses activités professionnelles.
Par la suite, le club continue d'exister au niveau amateur, participant notamment au championnat de la ville de Moscou dans les années 1960. Il fait également un bref retour au niveau professionnel en troisième division entre 1967 et 1969. Il connaît un nouveau regain d'activité à partir des années 2000 en prenant plusieurs fois part à la quatrième division russe.

## Bilan sportif

### Palmarès
| Compétitions nationales                                      |
| ------------------------------------------------------------ |
| - Championnat d'Union soviétique D2 (1) : - Champion : 1939. |

### Classements en championnat
La frise ci-dessous résume les classements successifs du club en championnat entre 1936 et 1948.

### Bilan par saison
Légende
- Promotion en division supérieure
- Relégation en division inférieure

| Saison           | Championnat                 | Championnat                 | Championnat                 | Championnat                 | Championnat                 | Championnat                 | Championnat                 | Championnat                 | Championnat                 | Championnat                 | Coupe d'URSS                |
| Saison           | Division                    | Pos                         | Pts                         | J                           | V                           | N                           | D                           | BP                          | BC                          | Diff                        | Coupe d'URSS                |
| ---------------- | --------------------------- | --------------------------- | --------------------------- | --------------------------- | --------------------------- | --------------------------- | --------------------------- | --------------------------- | --------------------------- | --------------------------- | --------------------------- |
| 1936 (printemps) | 4e                          | 2e                          | 9                           | 4                           | 2                           | 1                           | 1                           | 5                           | 4                           | +1                          | Deuxième tour               |
| 1936 (automne)   | Ne participe pas            | Ne participe pas            | Ne participe pas            | Ne participe pas            | Ne participe pas            | Ne participe pas            | Ne participe pas            | Ne participe pas            | Ne participe pas            | Ne participe pas            | Ne participe pas            |
| 1937             | 4e                          | 3e                          | 26                          | 11                          | 6                           | 3                           | 2                           | 28                          | 19                          | +9                          | Huitièmes de finale         |
| 1938             | 1re                         | 25e                         | 15                          | 25                          | 4                           | 7                           | 14                          | 28                          | 56                          | -28                         | Premier tour                |
| 1939             | 2e                          | 1er                         | 36                          | 22                          | 17                          | 2                           | 3                           | 52                          | 19                          | +33                         | Premier tour                |
| 1940             | 1re                         | 9e                          | 19                          | 24                          | 6                           | 7                           | 11                          | 26                          | 34                          | -8                          | —                           |
| 1941-1943        | Seconde Guerre mondiale     | Seconde Guerre mondiale     | Seconde Guerre mondiale     | Seconde Guerre mondiale     | Seconde Guerre mondiale     | Seconde Guerre mondiale     | Seconde Guerre mondiale     | Seconde Guerre mondiale     | Seconde Guerre mondiale     | Seconde Guerre mondiale     | Seconde Guerre mondiale     |
| 1944             | —                           | —                           | —                           | —                           | —                           | —                           | —                           | —                           | —                           | —                           | Quarts de finale            |
| 1945             | 1re                         | 8e                          | 18                          | 22                          | 6                           | 6                           | 10                          | 23                          | 48                          | -25                         | Huitièmes de finale         |
| 1946             | 1re                         | 7e                          | 18                          | 22                          | 5                           | 8                           | 9                           | 14                          | 24                          | -10                         | Quarts de finale            |
| 1947             | 1re                         | 11e                         | 18                          | 24                          | 6                           | 6                           | 12                          | 22                          | 37                          | -15                         | Huitièmes de finale         |
| 1948             | 1re                         | 14e                         | 15                          | 26                          | 5                           | 5                           | 16                          | 32                          | 60                          | -28                         | Huitièmes de finale         |
| 1949-1966        | Activités au niveau amateur | Activités au niveau amateur | Activités au niveau amateur | Activités au niveau amateur | Activités au niveau amateur | Activités au niveau amateur | Activités au niveau amateur | Activités au niveau amateur | Activités au niveau amateur | Activités au niveau amateur | Activités au niveau amateur |
| 1967             | 3e Russie 7                 | 7e                          | 21                          | 22                          | 7                           | 7                           | 8                           | 22                          | 21                          | +1                          | —                           |
| 1968             | 3e Russie 7                 | 6e                          | 19                          | 15                          | 8                           | 3                           | 4                           | 27                          | 19                          | +8                          | —                           |
| 1969             | 3e Russie 7                 | 4e                          | 49                          | 38                          | 22                          | 5                           | 11                          | 92                          | 39                          | +53                         | —                           |

## Entraîneurs du club
La liste ci-dessous présente les différents entraîneurs connus du club au cours de son histoire.
- Alekseï Sotnikov (1936-1938)
- Matveï Goldine (1939-1940)
- Vladimir Gorokhov (en) (1941)
- Matveï Goldine (1942-1944)
- Abram Dangoulov (ru) (1944-1948)